# Holub boninský
Holub boninský (Columba versicolor) je vyhynulý pták z čeledi holubovití (Columbidae) původem z Japonska.

## Popis
Celková velikost činila asi 460 mm. Délka křídla činila asi 265 mm, délka ocasu 205 mm, délka zobáku 20 mm a délka běháku 30 mm. Hřbet byl zbarven zlatavě fialové, kostřec zeleně. Peří na hlavě se pohybovalo v kovově zelených odstínech, směrem k zadní části krku přecházelo do zelené a fialové. Spodní partie byly světle šedé, křídla se vyznačovala bledě zlatavým leskem. Zobák byl zelenožlutý, duhovka modrá, končetiny tmavě červené.
Šlo o endemitní druh Boninských ostrovů, konkrétně zalesněného vnitrozemí ostrovů Čičidžima a Nakódo-džima, odkud pocházejí konkrétní muzejní vzorky. Nelze však vyloučit, že se holub boninský vyskytoval i v rámci jiných Boninských ostrovů. Jeho potravu tvořilo ovoce, semena a pupeny, o jeho chování však není známo prakticky nic.

## Historie a vyhynutí
Holuba boninského poprvé objevila posádka lodi HMS Blossom v roce 1827, které velel kapitán Beechey – s prvními holuby se námořníci setkali na ostrově Čičidžima. Přírodovědec Nicholas Aylward Vigors pro nový druh určil vědecké jméno Columba metallica, nicméně protože k publikování výsledků expedice došlo až roku 1839, podle pravidel biologické systematiky se za platné pojmenování pokládá Columba versicolor od německého přírodovědce Heinricha von Kittlitze, jenž ptáka mezitím nezávisle objevil a popsal již roku 1832.
Poslední exemplář holuba získal P. A. Holst, sběratel ve službách anglického amatérského ornitologa Henryho Seebohma, dne 15. září 1889 na ostrově Nakódo-džima. Důvody vyhynutí holuba boninského nejsou zcela ozřejmeny, ačkoli zřejmě se na něm podílela ztráta lesních stanovišť – podobná příčina vedla zřejmě i k vymizení jeho příbuzného, holuba stříbropásého (C. jouyi) ze souostroví Rjúkjú a ze stejného důvodu došlo i k úbytku populací jiných, stále žijících druhů. Mezinárodní svaz ochrany přírody spekuluje rovněž o vlivu zavlečených predátorů, jako byly krysy a kočky.
Muzejní exempláře schraňují instituce ve Frankfurtu nad Mohanem, Petrohradu a Tringu. Jeden vzorek, jenž byl původně v držení Londýnské zoologické společnosti, se dnes pokládá za ztracený.